# Бранди, Альбрехт
Альбрехт Бранди (нем. Albrecht «Cherry» Brandi, 20 июня 1914, Дортмунд, Северный Рейн-Вестфалия — 6 января 1966, Дортмунд, Северный Рейн-Вестфалия) — немецкий подводник времён Второй мировой войны, кавалер Рыцарского креста с Дубовыми листьями, Мечами и Бриллиантами, один из двадцати семи носителей этой награды.

## Биография
Бранди в 1935 году вступил в рейхсмарине и первое время служил на крейсере «Карлсруэ», а затем поступил в военно-морское училище Мюрвик в Фленсбурге. В дальнейшем проходил службу на тральщиках. Когда началась Вторая мировая война он находился на борту тральщика M-1, выполняющего обеспечение операции против польского города Вестерплатте под Данцигом. В мае 1940 года он стал командиром тральщика M-1, однако в это время он впервые попробовал вступить в подразделения подводного плавания, но ему в этом отказали.
В апреле 1941 года Альбрехту Бранди удалось добиться разрешения и он начал обучение в военном училище в Мюрвике. В это время кригсмарине нуждался в новых экипажах подводных лодок, поскольку надводный флот Германии многократно уступал по боевой силе Royal Navy Великобритании. В конце 1941 года Бранди участвовал в боевом задании на борту U-552 под командованием известного капитана Эриха Топпа.
Первой лодкой под командованием Бранди стала U-617 в апреле 1942 года в Киле. Во время боевого патрулирования и перехода из Киля в Сен-Назер он уничтожил четыре вражеских корабля.
В ноябре 1942 он повредил эсминец и потопил одно судно. Получив во время похода новый приказ, он прорвался через Гибралтарский пролив. Британский самолёт и несколько кораблей атаковали его, но Бранди удалось увести U-617 от повреждений.
С ноября 1942 по сентябрь 1943 лодка Альбрехта Бранди базировалась в Тулоне и Специи. В боевом походе в конце 1942 года он встретился с британской подводной лодкой. После трёхчасового маневрирования с взаимными попытками выйти на атакующую позицию Бранди ушёл на глубину и продолжил поход, уйдя от атаки. После возвращения, 21 января 1943 года, он был награждён Рыцарским крестом Железного креста.
Во время следующего рейса подводная лодка Бранди потопила британский минный заградитель HMS Welshman, который был важен для защиты Мальты.
За потопление эсминца HMS Puckeridge Бранди получил Дубовые листья к Рыцарскому кресту. На этом рейсе он обнаружил два британских авианосца HMS Illustrious и HMS Formidable, но не мог атаковать их из-за невыгодной позиции для атаки.
11 сентября 1943 года его подводная лодка была сильно повреждена британской авиацией, и Бранди дал приказ к уничтожению субмарины. Команда спаслась на близлежащем испанском берегу, но там её члены были схвачены испанскими солдатами. Бранди в 1943 году бежал из кадисского лагеря военных заключённых в Германию.
В январе 1944 года он на борту U-380 вышел на выполнение боевого задания, но она была уничтожена во время бомбёжки противником Тулона.
В апреле 1944 года Альбрехт принял новую ПЛ — U-967. После завершения двух рейсов его наградили Мечами к Рыцарскому кресту с Дубовыми Листьями. Заболевание вынудило Бранди передать командование другому командиру и лечиться до сентября 1944 года.
После возвращения в строй Бранди руководил немецкими подводными силами в Балтийском море. За эти заслуги был награждён Бриллиантами. Из рядов кригсмарине этой награды удостоились лишь два из 27 носителей награды.
В мае 1945 года Бранди со своим подразделением сдался канадским войскам в Голландии. Незадолго до этого он стал комендантом лагеря военных заключённых в IJmuiden. Уже в сентябре 1945 года он был отпущен.
После войны Бранди стал каменщиком для подготовки учёбы по архитектуре. После учёбы в строительном ВУЗе в Эссене он с 1950 работал архитектором. Работал во многих странах мира, в том числе в Саудовской Аравии. Три года он был председателем «Союза немецких архитекторов» в Дортмунде.
В 1966 году Бранди неожиданно умер. На похоронах присутствовали представители Бундесмарине и моряки, которые служили под его командованием.

## Военные звания
- 25 сентября 1935 — кадет
- 1 июля 1936 — фенрих
- 1 января 1938 — оберфенрих
- 1 января 1938 — лейтенант
- 1 октября 1939 — оберлейтенант
- 1 октября 1942 — капитан-лейтенант
- 8 июня 1944 — корветтен-капитан
- 18 декабря 1944 — фрегаттен-капитан

## Награды
- Железный крест 2-го класса (1940)
- Железный крест 1-го класса (1941)
- Нагрудный знак подводника (8 октября 1941)
- Нагрудный знак подводника в золоте с бриллиантами (апрель 1943)
- Рыцарский крест Железного креста с Дубовыми Листьями, Мечами и Бриллиантами
  - Рыцарский крест (21 января 1943)
  - Дубовые Листья (11 апреля 1943, носитель № 224)
  - Мечи (19 мая 1944, носитель № 66)
  - Бриллианты (24 ноября 1944, носитель № 22)
- Медаль «За воинскую доблесть» в серебре (29 мая 1943)
- Отмечен в «Wehrmachtsbericht» от 14 апреля 1943

## Военные успехи
- 8 судов, 25 879 брт потоплено
- 1 военное вспомогательное судно 810 брт потоплено
- 3 эсминца, 5000 т потоплено
- 1 эсминец сильно повреждён

| Дата             | подводная лодка | название корабля       | страна            | тоннаж | судьба   |
| ---------------- | --------------- | ---------------------- | ----------------- | ------ | -------- |
| 7 сентября 1942  | U-617           | Tor II                 | Фарерские острова | 292    | потоплен |
| 23 сентября 1942 | U-617           | Athelsultan            | Великобритания    | 8882   | потоплен |
| 23 сентября 1942 | U-617           | Tennessee              | Великобритания    | 2342   | потоплен |
| 24 сентября 1942 | U-617           | Roumanie               | Бельгия           | 3563   | потоплен |
| 28 декабря 1942  | U-617           | HMS St. Issey (W 25)   | Великобритания    | 810    | потоплен |
| 15 января 1943   | U-617           | Annitsa                | Греция            | 4324   | потоплен |
| 15 января 1943   | U-617           | Harboe Jensen          | Норвегия          | 1862   | потоплен |
| 1 февраля 1943   | U-617           | HMS Welshman (M 84)    | Великобритания    | 2650   | потоплен |
| 5 февраля 1943   | U-617           | Corona                 | Норвегия          | 3264   | потоплен |
| 5 февраля 1943   | U-617           | Henrik                 | Норвегия          | 1350   | потоплен |
| 6 сентября 1943  | U-617           | HMS Puckeridge (L 108) | Великобритания    | 1050   | потоплен |
| 5 мая 1944       | U-967           | USS Fechteler          | США               | 1300   | потоплен |

По собственным докладам Альбрехта Бранди его успехи гораздо выше: потоплено 20 торговыми суднами (115 000 брт), три крейсера (один из них предположительно), 12 эсминцев и один тральщик. В случае правдивости заявленных успехов он был бы с большим отрывом самым результативным действовавшим против боевых кораблей командиром подводной лодки Второй мировой войны. Официальных подтверждений и названий потопленных судов и кораблей (кроме вышеназванных) не приводится.
После войны эти его боевые успехи часто подвергались сомнению со стороны британских моряков. К тому же в многих книгах о кригсмарине отмечается более низкое число потоплений.
Награждение его высшими наградами вызвано следующими обстоятельствами:
- Немецкий подводный флот потерпел большие потери и награждения Бранди должны были поднимать боевой дух подводников.
- Он был самым успешным командиром подводной лодки в потоплении вражеских эсминцев, которые были основными противниками подводных лодок.
- Его естественная скромность и лояльность, и его успешный побег из испанского лагеря для военнопленных в 1943 году сделали его интересным для пропаганды.